# حبة بن جوين
حبة بن جوين، البجلي ثم العرني، كنيته أبو قدامة. تابعي كوفي من أصحاب علي بن أبي طالب، ذكره أبو العباس بن عقدة في الصحابة، وروى عن يعقوب بن يوسف بن زياد، وأحمد بن الحسين بن عبد الملك، قالا: أخبرنا نصر بن مزاحم، أخبرنا عبد الملك بن مسلم الملائي، عن أبيه، عن حبة بن جوين العرني البجلي، قال: لما كان يوم غدير خم دعا النبي: الصلاة جامعة، نصف النهار، قال: فحمد الله وأثنى عليه، ثم قال: «أيها الناس، أتعلمون أني أولى بكم من أنفسكم؟» قالوا: نعم، قال: «فمن كنت مولاه فعلي مولاه، اللهم وال من والاه وعاد من عاداه»، وأخذ بيد علي حتى رفعها، حتى نظرت إلى أباطهما، وأنا يومئذ مشرك. أخرجه أبو موسى.

## أبو قدامة والغلام
كان بمدينة رسول الله رجل يقال له أبو قدامة الشامي، وكان قد حبب الله إليه الجهاد في سبيل الله والغزو إلى بلاد الروم، فجلس يوماً في مسجد رسول الله يتحدث مع أصحابه، فقالوا له: يا أبا قدامة حدثنا بأعجب ما رأيت في الجهاد؟ فقال أبو قدامة نعم إني دخلت في بعض السنين الرقة أطلب جملاً أشتريه ليحمل السلاح، فبينما أنا يوماً جالساً إذ دخلت علي امرأة فقالت: يا أبا قدامة سمعتك وأنت تحدث عن الجهاد وتحث عليه وقد رُزقتُ من الشَّعر ما لم يُرزقه غيري من النساء، وقد قصعته وأصلحت منه شكالا للفرس وعفرته بالتراب كي لا ينظر إليه أحد، وقد أحببت أن تأخذه معك فإذا صرتَ في بلاد الكفار وجالت الأبطال ورُميت النبال وجُردت السيوف وشُرعت الأسنّة، فإن احتجت إليه وإلا فادفعه إلى من يحتاج إليه ليحضر شعري ويصيبه الغبار في سبيل الله، فأنا امرأة أرملة كان لي زوج وعصبة كلهم قُتلوا في سبيل الله ولو كان عليّ جهاد لجاهدت.   
وناولتني الشكال وقالت: اعلم يا أبا قدامة أن زوجي لما قُتل خلف لي غلاماً من أحسن الشباب وقد تعلم القرآن والفروسية والرمي على القوس وهو قوام بالليل صوام بالنهار وله من العمر خمس عشرة سنة وهو غائب في ضيعة خلفها له أبوه فلعله يقدم قبل مسيرك فأوجهه معك هدية إلى الله عز وجل وأنا أسألك بحرمة الإسلام، لا تحرمني ما طلبت من الثواب، فأخذت الشكال منها فإذا هو مظفور من شعرها. فقالت: ألقه في بعض رحالك وأنا أنظر إليه ليطمئن قلبي. فطرحته في رحلي وخرجتُ من الرقة ومعي أصحابي، فلما صرنا عند حصن مسلمة بن عبد الملك إذا بفارس يهتف من ورائي: يا أبا قدامة قف علي قليلاً يرحمك الله، فوقفت وقلت لأصحابي تقدموا أنتم حتى أنظر من هذا، وإذا أنا بفارس قد دنا مني وعانقني وقال: الحمد لله الذي لم يحرمن صحبتك ولم يردني خائباً. قلت للصبي أسفر لي عن وجهك، فإن كان يلزم مثلك غزو أمرتك بالمسير، وإن لم يلزمك غزو رددتك، فأسفر عن وجهه فإذا به غلام كأنه القمر ليلة البدر وعليه آثار النعمة.   
قلت للصبي: ألك والد؟ قال: لا بل أنا خارج معك أطلب ثأر والدي لأنه استشهد فلعل الله يرزقني الشهادة كما رزق أبي. قلت للصبي: ألك والدة؟ قال: نعم. قلت: اذهب إليها فاستأذنها فإن أذنت وإلا فأقم عندها فإن طاعتك لها أفضل من الجهاد، لأن الجنة تحت ظلال السيوف وتحت أقدام الأمهات. قال: يا أبا قدامة أما تعرفني قلت: لا. قال: أنا ابن صاحبة الوديعة، ما أسرع ما نسيت وصية أمي صاحبة الشكال، وأنا إن شاء الله الشهيد ابن الشهيد، سألتك بالله لا تحرمني الغزو معك في سبيل الله، فإني حافظ لكتاب الله عارف بسنة رسول الله، عارف بالفروسية والرمي وما خلفت ورائي أفرس مني فلا تحقرني لصغر سني وإن أمي قد أقسمت على أن لا أرجع، وقالت: يا بني إذا لقيت الكفار فلا تولهم الدبر وهب نفسك لله واطلب مجاورة الله ومجاورة أبيك مع إخوانك الصالحين في الجنة فإذا رزقك الله الشهادة فاشفع فيّ فإنه قد بلغني أن الشهيد يشفع في سبعين من أهله وسبعين من جيرانه، ثم ضمتني إلى صدرها ورفعت رأسها إلى السماء وقالت: إلهي وسيدي ومولاي هذا ولدي وريحانة قلبي وثمرة فؤادي سلمته إليك فقربه من أبيه.   
فلما سمعت كلام الغلام بكيت بكاءً شديداً أسفاً على حسنه وجمال شبابه ورحمة لقلب والدته وتعجباً من صبرها عنه. فقال: يا عم مم بكاؤك؟ إن كنت تبكي لصغر سني فإن الله يعذب من هو أصغر مني إذا عصاه. قلت: لم أبك لصغر سنك ولكن أبكي لقلب والدتك كيف تكون بعدك.   
وسرنا ونزلنا تلك الليلة فلما كان الغداة رحلنا والغلام لا يفتر من ذكر الله، فتأملته فإذا هو أفرس منا إذا ركب وخادمنا إذا نزلنا منزلا، وصار كلما سرنا يقوى عزمه ويزداد نشاطه ويصفو قلبه وتظهر علامات الفرح عليه. فلم نزل سائرين حتى أشرفنا على ديار المشركين عند غروب الشمس فنزلنا فجلس الغلام يطبخ لنا طعاما لإفطارنا وكنا صياما، فغلبه النعاس فنام نومة طويلة فبينما هو نائم إذ تبسم في نومه فقلت لأصحابي ألا ترون إلى ضحك هذا الغلام في نومه، فلما استيقظ قلت: بني رأيتك الساعة ضاحكاً مبتسماً في منامك، قال: رأيت رؤيا فأعجبتني وأضحكتني. قلت: ما هي. قال: رأيت كأني في روضة خضراء أنيقة فبينما أنا أجول فيها إذ رأيت قصراً من فضة شُرفه من الدر والجواهر، وأبوابه من الذهب وستوره مرخية، وإذا جواري يرفعن الستور وجوههن كالأقمار فلما رأينني قلن لي: مرحبا بك فأردت أن أمد يدي إلى إحداهن فقالت: لا تعجل ما آن لك، ثم سمعت بعضهن يقول لبعض هذا زوج المرضية، وقلن لي تقدم يرحمك الله فتقدمت أمامي فإذا في أعلى القصر غرفة من الذهب الأحمر عليها سرير من الزبرجد الأخضر قوامه من الفضة البيضاء عليه جارية وجهها كأنه الشمس لولا أن الله ثبت علي بصري لذهب وذهب عقلي من حسن الغرفة وبهاء الجارية . فلما رأتني الجارية قالت: مرحبا وأهلا وسهلا يا ولي الله وحبيبه أنت لي وأنا لك فأردت أن أضمها إلى صدري فقالت: مهلا، لا تعجل، فإنك بعيد من الخنا، وإن الميعاد بيني وبينك غداً بعد صلاة الظهر فأبشر .   
قال أبو قدامة: قلت له: رأيت خيراً، وخيراً يكون . ثم بتنا متعجبين من منام الغلام، فلما أصبحنا تبادرنا فركبنا خيولنا فإذا المنادي ينادي: يا خيل الله اركبي وبالجنة أبشري، انفروا خفافاً وثقالاً وجاهدوا . فما كان إلا ساعة، وإذا جيش الكفر خذله الله قد أقبل كالجراد المنتشر، فكان أول من حمل منّا فيهم الغلام فبدد شملهم وفرق جمعهم وغاص في وسطهم، فقتل منهم رجالاً وجندل أبطالاً فلما رأيته كذلك لحقته فأخذت بعنان فرسه وقلت: يا بني ارجع فأنت صبي ولا تعرف خدع الحرب . فقال: يا عم ألم تسمع قول الله: (يا أيها الذين آمنوا إذا لقيتم الذين كفروا زحفا فلا تولوهم الأدبار)، أتريد أن أدخل النار ؟ فبينما هو يكلمني إذ حمل علينا المشركون حملة رجل واحد، حالوا بيني وبين الغلام ومنعوني منه واشتغل كل واحد منا بنفسه.   
وقُتل خلق كثير من المسلمين، فلما افترق الجمعان إذ القتلى لا يحُصون عددا فجعلت أجول بفرسي بين القتلى ودماؤهم تسيل على الأرض ووجوههم لا تعرف من كثرة الغبار والدماء، فبينما أنا أجول بين القتلى وإذا أنا بالغلام بين سنابك الخيل قد علاه التراب وهو يتقلب في دمه ويقول : يا معشر المسلمين ، بالله ابعثوا لي عمي أبا قدامة فأقبلت عليه عندما سمعت صياحه فلم أعرف وجهه لكثرة الدماء والغبار ودوس الدواب فقلت : أنا أبو قدامة . قال : يا عم صدقت الرؤيا ورب الكعبة أنا ابن صاحبة الشكال ، فعندها رميت بنفسي عليه فقبلت بين عينيه ومسحت التراب والدم عن محاسنه وقلت : يا بني لا تنس عمك أبا قدامة في شفاعتك يوم القيامة . فقال : مثلك لا يُنسى لا تمسح وجهي بثوبك ثوبي أحق به من ثوبك ، دعه يا عم ألقى الله به ، يا عم هذه الحوراء التي وصفتها لك قائمة على رأسي تنتظر خروج روحي وتقول لي عجّل فأنا مشتاقة إليك ، بالله يا عم إن ردّك الله سالماً فتحمل ثيابي هذه المضمخة بالدم لوالدتي المسكينة الثكلاء الحزينة وتسلمها إليها لتعلم أني لم أضيع وصيتها ولم أجبن عند لقاء المشركين ، واقرأ مني السلام عليها ، وقل لها أن الله قد قبل الهدية التي أهديتها ، ولي يا عم أخت صغيرة لها من العمر عشر سنين كنت كلما دخلت استقبلتني تسلم علي ، وإذا خرجتُ تكون آخر من يودعني عند مخرجي ، وقد قالت لي بالله يا أخي لا تبط عنّا فإذا لقيتَها فاقرأ عليها مني السلام وقل لها يقول لك أخوك : الله خليفتي عليك إلى يوم القيامة ، ثم تبسم وقال أشهد أن لا إله إلا الله وحده لا شريك له صدق وعده وأشهد أن محمداً عبده ورسوله هذا ما وعدنا الله ورسوله وصدق الله ورسوله ، ثم خرجت روحه فكفناه في ثيابه ووريناه وعنا به .   
فلما رجعنا من غزوتنا تلك ودخلنا الرقة لم تكن لي همة إلا دار أم الغلام ، فإذا جارية تشبه الغلام في حسنه وجماله وهي قائمة بالباب وتقول لكل من مر بها : يا عم من أين جئت فيقول من الغزو ، فتقول : أما رجع معكم أخي فيقولون لا نعرفه ، فلما سمعتها تقدمت إليها فقالت لي : يا عم من أين جئت ، قلت : من الغزو قالت : أما رجع معكم أخي ثم بكت وقالت ما أبالي ، يرجعون وأخي لم يرجع فغلبتني العبرة ، ثم قلت لها : يا جارية قولي لصاحبة البيت أن أبا قدامة على الباب ، فسمعت المرأة كلامي فخرجت وتغير لونها فسلمت عليها فردت السلام وقالت : أمبشراً جئت أم معزياً . قلت : بيّني لي البشارة من التعزية رحمك الله . قالت : إن كان ولدي رجع سالماً فأنت معز ، وإن كان قُتل في سبيل الله فأنت مبشر . فقلت : أبشري . فقد قُبلت هديتك فبكت وقالت : الحمد لله الذي جعله ذخيرة يوم القيامة ، قلت فما فعلت الجارية أخت الغلام . قالت : هي التي تكلمك الساعة فتقدمت إلي فقلت لها إن أخاك يسلم عليك ويقول لك : الله خليفتي عليك إلى يوم القيامة ، فصرخت ووقعت على وجهها مغشياً عليها ، فحركتها بعد ساعة ، فإذا هي ميتة فتعجبت من ذلك ثم سلمت ثياب الغلام التي كانت معي لأمه وودعتها وانصرفت حزيناً على الغلام والجارية ومتعجباً من صبر أمهما